# Flook
Flook est un groupe de musique traditionnelle anglo-irlandaise, jouant principalement ses propres compositions. Sa musique est caractérisée par un rythme rapide, parfois percutant. Le groupe s'est formé en 1995, à l'origine à l'initiative de Becky Morris, avec trois amis flûtistes Sarah Allen, Brian Finnegan et Michael McGoldrick (qui a ensuite rejoint le groupe écossais Capercaillie en 1997). Le groupe a été brièvement connu sous le nom Three Nations Flutes.
Le 17 décembre 2008, le groupe décide de se séparer. Cependant, le groupe s'est reformé (brièvement) pour une apparition au cours du programme Blas Ceoil de BBC Northern Ireland.
À l'automne 2018, le groupe annonce son grand retour en 2019 avec un nouvel album (le premier depuis "Haven" en 2005) et une tournée européenne.

## Membres du groupe
- Sarah Allen : flûte, flûte alto et accordéon diatonique ;
- Brian Finnegan : flûte en bois et tin whistle ;
- Ed Boyd : guitare et bouzouki irlandais ;
- John Joe Kelly : bodhrán et mandoline ;
- Damien O'Kane : banjo et guitare ;
- Michael McGoldrick : flûte en bois et tin whistle ; il quitte le groupe en 1997 pour rejoindre Capercaillie.

## Discographie
- 1996 : Flook! Live!
- 1999 : Flatfish
- 2002 : Rubai
- 2005 : Haven
- 2007 : deux titres sur l'album Excalibur II: The Celtic Ring d'Alan Simon
- 2019 : Ancora

## Récompenses
En 2006, à l'occasion du BBC Radio 2 Folk Awards, Flook a reçu le prix du Meilleur Groupe.